# La Toison d'or (Gautier)
Pour les articles homonymes, voir Toison d'or (homonymie).
La Toison d'or est une nouvelle de Théophile Gautier, publiée en feuilleton, du 6 au 12 août 1839, dans La Presse.

## Résumé
Tiburce, jeune esthète parisien va rechercher la blondeur de ses rêves en Belgique. Il ne parvient à trouver son idéal que dans le personnage peint de Sainte Madeleine dans le tableau La Descente de Croix de Pierre Paul Rubens dans la cathédrale Notre-Dame d'Anvers. Il croise ensuite Gretchen, jeune Belge de seize ans qui lui rappelle le personnage peint. La jeune fille, immédiatement amoureuse de Tiburce, ne parvient pas sans mal à lui faire oublier l'idéal rêvé.